# Nyssodrysternum ocellatum
Nyssodrysternum ocellatum är en skalbaggsart som först beskrevs av Bates 1885. Nyssodrysternum ocellatum ingår i släktet Nyssodrysternum och familjen långhorningar.
Artens utbredningsområde är:
- Costa Rica.
- Honduras.
- Nicaragua.
- Panama.
- Venezuela.

Inga underarter finns listade i Catalogue of Life.